# Jean-Pierre Obin
Jean-Pierre Obin, né le 5 décembre 1942, est un universitaire français et ancien inspecteur général de l'Éducation nationale.

## Carrière
Jean-Pierre Obin est ingénieur de l'École centrale de Lille et titulaire d'un doctorat de spécialité en mécanique des solides. En 1992, il soutient une thèse de doctorat ès lettres et sciences humaines dirigée par Philippe Meirieu.
Après avoir enseigné trois ans en Algérie au lycée Ibn-Rostom de Tiaret, il est successivement maître de conférences de mécanique à l'université Joseph-Fourier de Grenoble, chef de la mission de la formation et de la recherche en éducation au ministère de l'Éducation nationale, adjoint au directeur général du Centre national de documentation pédagogique, conseiller technique au cabinet du secrétaire d'État chargé de l'enseignement technique Robert Chapuis.
De 1990 à 2008, il est inspecteur général de l'éducation nationale (groupe Établissements et vie scolaire) et, de 1993 à 2008, professeur associé à l'Institut universitaire de formation des maîtres de Lyon. Il a fait depuis 2008 plusieurs missions d'expertise en Afrique. Il est depuis 2010 chargé de cours à l'université de Cergy-Pontoise et à l'université de Versailles-Saint-Quentin-en-Yvelines.
Il a été membre de la Fondation pour la mémoire de la Shoah (FMS) et du Projet Aladin, il est membre du bureau exécutif de la Ligue internationale contre le racisme et l'antisémitisme (LICRA), où il agit pour de meilleures relations entre juifs et musulmans fondées sur la connaissance d'une histoire commune et d'une culture partagée.

## Travaux
Jean-Pierre Obin s'est tout d'abord intéressé à l'organisation scolaire (sa thèse de doctorat a été publiée sous le titre La Crise de l'organisation scolaire), puis à la formation et à l'éthique professionnelle des enseignants et des chefs d'établissement, et plus récemment aux questions de carte scolaire, de mixité sociale et de laïcité.
Son nom est attaché à la « méthode Obin » de formation par l'analyse des situations professionnelles (ASP), ainsi qu'au rapport Obin de 2004, qui alertait le ministre de l'Éducation nationale sur le développement, dans certains établissements scolaires, des atteintes à la laïcité, de l'antisémitisme, des contestations de certains enseignements par des élèves musulmans et de violences liées aux religions.
En septembre 2020, Jean-Pierre Obin publie le livre Comment on a laissé l'islamisme pénétrer l'école ? L'objet du livre est d'alerter les citoyens sur les atteintes multiples et récurrentes à la laïcité qui se développent dans l'enseignement public.
Dans cet essai, Jean-Pierre Obin retrace l'ampleur du problème en s'appuyant sur des statistiques et de nombreux témoignages : 
« Les incidents concernent pour plus d'un tiers le premier degré y compris l'école maternelle, ce qui n'était pas le cas il y a quinze ans. Enfin, les élèves ne représentent plus que 57 % des auteurs, car 23 % des faits signalés sont désormais imputables à des parents, ce qui explique en partie l'importance prise par l'école primaire, et surtout 11 % sont le fait de personnels, ce qui ne laisse pas d'être inquiétant. ».
Le magazine Le Point lui consacre sa Une de couverture et 13 pages de son édition du 27 août 2020 et de très nombreux médias se font l'écho des problèmes soulevés par le livre. Ainsi, le magazine L'Express se fait l'écho de ce « cri d'alarme contre les atteintes grandissantes à la laïcité» estimant en parallèle que la parole de Jean-Pierre Obin est « libre » et ses « révélations saisissantes », tandis que Valeurs actuelles et Marianne qualifient cette publication de « livre choc» contenant de nombreuses « révélations inquiétantes ». L'Obs explique que le livre qui « dénonce la montée du radicalisme dans les établissements » constitue « un pavé dans la mare dénonçant les multiples atteintes à la laïcité à l'école ».
Le ministre de l'Éducation nationale, Jean-Michel Blanquer, souscrit aux analyses de Jean-Pierre Obin en précisant, dans Le Point, que des forces sont à l'œuvre pour « imposer un modèle de société qui n'est pas le nôtre ». Il ajoute : « il n'y a pas eu de complicité à l'échelle de l'État, mais une forme de passivité à laquelle je prétends mettre fin depuis 2017 ». En février 2021, il lui confie la rédaction d'un rapport afin de promouvoir et d'harmoniser la formation du personnel à la laïcité telle qu'elle est envisagée dans le cadre de la lutte dite « contre le séparatisme ». Ce rapport est remis officiellement le 18 mai et le 14 juin, le ministre en reprend les propositions et annonce la mise en place d'un plan de formation sur quatre ans de l'ensemble des personnels.

## Ouvrages
- avec Françoise Cros, Le projet d'établissement. Paris : Hachette Éducation, 1991. Préface de Michel Rocard. (Pédagogies pour demain, Nouvelles approches)
- La crise de l'organisation scolaire : de la centralisation bureaucratique au pilotage par objectifs et projets. Paris : Hachette Éducation, 1993. (Former, organiser pour enseigner)
- La face cachée de la formation professionnelle. Préface de Martine Aubry. Paris : Hachette Éducation, 1995. (Pédagogies pour demain, Références)
- OBIN, Jean-Pierre (dir.), DESMAISON, Béatrix et SCOTTO d'ABUSCO, Marc. Les ATOS. Préface de Jacky Richard. Paris : Hachette Éducation, 1996. (Former, organiser pour enseigner)
- Les établissements scolaires entre l'éthique et la loi. Préface de Maurice Vergnaud. Paris : Hachette Éducation, 1996. (Pédagogie pour demain, Nouvelles approches)
- (es) Ejerciendo la ética en la escuela, Caracas : CINTERPLAN, 1998.
- Alain Bouvier et OBIN, Jean-Pierre (dir.) La formation des enseignants sur le terrain. Paris : Hachette Éducation, 1998. (Former, organiser pour enseigner)
- avec Annette OBIN-COULON, Immigration et intégration. Paris : Hachette Éducation, 1999. (Questions d'éducation)
- TILMAN Francis, OUALI Nouria, GATHER THURLER Monica et OBIN Jean-Pierre. Piloter un établissement scolaire. Bruxelles : De Boeck Université, 2000 (Pédagogies en développement)
- OBIN, Jean-Pierre (dir.) Questions pour l'éducation civique : former des citoyens. Paris : Hachette Éducation, 2000
- OBIN, Jean-Pierre (dir.) L'école contre la violence. Lyon : SCEREN-CRDP, 2003
- Enseigner, un métier pour demain. Rapport au ministre de l'éducation nationale, Paris : La Documentation française, 2003
- CROS, Françoise et OBIN, Jean-Pierre. Attirer, former et retenir des enseignants de qualité. Rapport de base national (France) pour l'OCDE, Paris : La  Documentation française, 2004
- Être enseignant aujourd'hui, Paris : Hachette Éducation, 2011
- avec Chantal DAUX-GARCIA, 20 situations réelles de vie scolaire, Paris : Hachette Éducation, 2013. Édition actualisée 2015
- avec Alain Bouvier, La formation des enseignants sur le terrain, Hachette Éducation, 1998
- avec Agnès van Zanten, La Carte scolaire, Presses universitaires de France, coll. « Que sais-je ? », Paris, 2008,  (ISBN 213056691X)
- OBIN, Jean-Pierre (dir.), La prise de décision en situation complexe, Paris : Hachette Education, 2016.
- La condition enseignante, Editions universitaires européennes, 2018
- OBIN Jean-Pierre (dir.), Les religions, l'école et la laïcité, Paris : Hachette Education, 2019
- Comment on a laissé l'islamisme pénétrer l'école, Paris : Hermann, 2020. Prix Jean Zay 2021
- OBIN Jean-Pierre, Les Profs ont peur, École et Laïcité : le grand renoncement, Paris, Les Éditions de l'Observatoire, 2023. Le lendemain de la publication de ce livre, un enseignant était de nouveau assassiné par un islamiste.

### Radio
- France Culture, « Quelle place pour la religion à l'université ? » Rue des Écoles.
- France Culture, Répliques du 10/09/2005 : « L'école face aux problèmes d'intégration » avec Pascal Blanchard (historien et chercheur).
- France Culture, "La fin des profs ?" Rue des écoles du 10 décembre 2017, France Culture.
- Radio J, matinale du 09/09/2020
- RFI, "Religions du monde" du 13/09/2020
- Sud Radio, "Bercoff dans tous ses états" du 14/09/2020
- Europe 1, "Le 12-13" de Patrick Cohen du 17/09/2020
- France Inter "Le 13-14" du 23/09/2020

### Télévision
- CNews, Le 12-13 de Sonia Mabrouk du 2 septembre 2020
- LCI, Le 19-20 de Pujadas du 4 septembre 2020
- RMC, Les Grandes gueules du 7 septembre 2020
- France 5, C à vous du 23 septembre 2020

## Rapports ministériels et internationaux
- Jean-Pierre Obin, La formation des personnels de l'Éducation nationale à la laïcité et aux valeurs de la République, Rapport au ministre de l'Éducation nationale, de la Jeunesse et des Sports, 2021.
- Jean-Pierre Obin et Christian Peyroux, Les nouvelles dispositions concernant la carte scolaire, Rapport au ministre de l'Éducation nationale, 2007[13].
- Jean-Pierre Obin, Améliorer la direction des établissements scolaires, Rapport de base national (France) pour l'OCDE, 2007.
- Jean-Pierre Obin (dir.) La formation des personnels de direction 1999-2005, Rapport au ministre de l'Éducation nationale, 2005.
- Jean-Pierre Obin (dir.), Les signes et manifestations d'appartenance religieuse dans les établissements scolaires, Rapport au ministre de l'Éducation nationale, 2004.
- Françoise Cros et Jean-Pierre Obin, Attirer, former et retenir des enseignants de qualité, Rapport de base national (France) pour l'OCDE, Paris, La  Documentation française, 2004.
- Jean-Pierre Obin. Enseigner, un métier pour demain, Rapport au ministre de l'Éducation nationale, Paris, La Documentation française, 2003.
- Jean-Pierre Obin, Recommandations pour un établissement scolaire mobilisé contre la violence, Rapport pour le Comité national de lutte contre la violence à l'école, 2001.
- Nicole Lebel, Jean-Pierre Obin, Joseph Philipps, Bernard Seltensperger et Maud Vignau, Les conditions  de l'enseignement aux mineurs et jeunes détenus, Rapport au garde des sceaux, ministre de la Justice, au ministre de l'Éducation nationale, de la Recherche et de la Technologie, à la ministre déléguée chargée de l'Enseignement scolaire, IGEN- IGAEN-IGSJ, 1999 (non publié).
- Jean-Pierre Obin, L'orientation au collège en fin de 5e dans l'académie de Lyon, Rapport pour l'IGEN, 1992.
- Robert François et Jean-Pierre Obin, Audit des dispositifs concernant les projets d'établissement, Rapport au ministre d'État, IGEN-IGAEN, 1991.

## Récompenses et distinctions
- Chevalier de la Légion d'honneur
- Officier de l'ordre national du Mérite
- Officier de l'ordre des Palmes académiques
- Commandeur de l'ordre Andres Bello (Venezuela)
- Prix de la laïcité 2018 décerné par le Comité Laïcité République[14]
- Prix Jean Zay 2021